# Пјаца ди Бранколи (Лука)
Пјаца ди Бранколи је насеље у Италији у округу Лука, региону Тоскана.
Према процени из 2011. у насељу је живело 106 становника. Насеље се налази на надморској висини од 397 м.